# Gula kortet

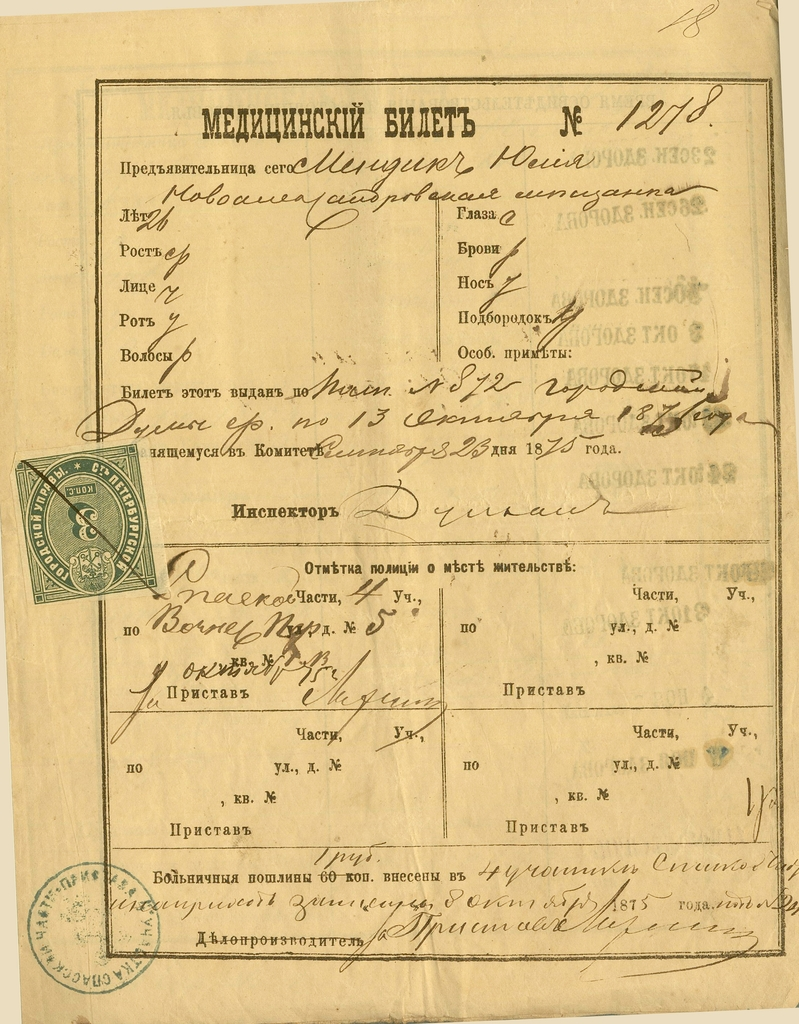
Prostitute's medical card, 1875

Gula kortet var ett särskilt identifikationskort för prostituerade i Tsarryssland mellan 1843 och 1909. 
Den 6 oktober 1843 infördes reglementerad prostitution i Ryssland, där prostitution tolererades på villkor att de prostituerade underkastade sig registrering och regelbundna tvångsundersökningar för sexuellt överförbara sjukdomar. Registrerade prostituerade fråntogs sina pass och mottog istället särskilda pass som utpekade dem som prostituerade, kallade "Gula kortet".
Gula kortet avskaffades 1909 och prostitution kriminaliserades efter ryska revolutionen 1917. 
Det är känt att Gula kortet inte enbart användes av prostituerade. Under denna tid var judar i Ryssland endast tillåtna att bo i det Judiska bosättningsområdet i Kejsardömet Ryssland. Det är känt att judiska kvinnor i Ryssland frivilligt ansökte om att få Gula kortet, registrera sig som sexarbetare och genomgå regelbundna undersökningar, för att kunna bo i Sankt Petersburg eller Moskva och studera vid de högre utbildningsinstitutioner för kvinnor som var tillgängliga där. 